# Außerordentliche Wahl zum Senat der Vereinigten Staaten in Arizona 2020
Die außerordentliche Wahl des Senatssitzes der Klasse III im US-Bundesstaat Arizona fand am 3. November 2020 statt.
Mark Kelly gewann die Wahl und ist damit einer von zwei Senatoren im Senat der Vereinigten Staaten für Arizona.
Kellys Sieg ist der erste Sieg für die Demokraten bei einer US-Senatswahl der Klasse III in Arizona seit dem Jahr 1962. 

## Hintergrund
Georgias Senatssitz der Klasse III wurde bei der Wahl des US-Senats 2016 von John McCain gewonnen und ihm bis zum Jahr 2023 übertragen. Da McCain am 25. August 2018 verstarb, war eine Neubesetzung notwendig.
Der republikanische Gouverneur Arizonas, Doug Ducey, ernannte bis zur außerordentlichen Wahl eines Nachfolgers den Republikaner Jon Kyl zum Nachfolger im US-Senat. Kyl wurde am 5. September 2018 vereidigt, trat aber am 31. Dezember desselben Jahres wieder zurück und Martha McSally wurde als Nachfolgerin benannt.

## Ergebnis
Bei der Sonderwahl („special election“) am 3. November 2020 entfielen 48,82 % auf die republikanische Amtsinhaberin Martha McSally, 51,17 % auf den demokratischen Herausforderer Mark Edward Kelly.